# Con Bê Vàng

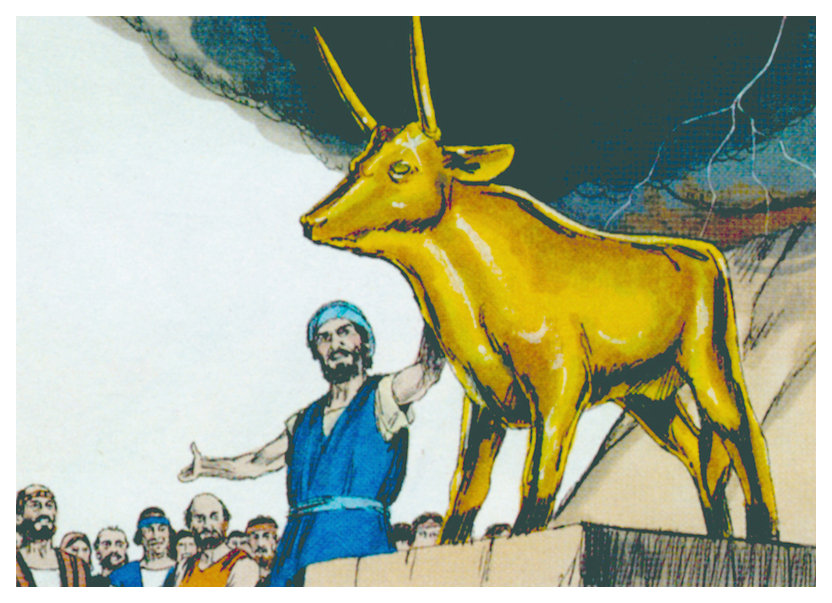
Hình minh họa con Bê Vàng trong Exodus

Con Bê Vàng (tiếng Do Thái: עֵגֶּל הַזָהָב/‘ēggel hazāhāv, tiếng Anh: Golden calf) là một hình tượng thờ cúng và sùng bái động vật dưới dạng con bê do người Do Thái đúc ra để thờ khi Moses lên núi Sinai, đây là động vật được nhắc đến trong Kinh Thánh. Trong tiếng Do Thái, vụ việc này được gọi là Tội lỗi của con Bê (tiếng Do Thái: ḥēṭ’ ha‘ēggel/חֵטְא הַעֵגֶּל/the Sin of the Calf). Nó được đề cập lần đầu tiên trong Xuất hành. Trong Công giáo đã chỉ trích người Do Thái vì tội thờ con Bò vàng như chuyện kể trong sách Xuất Hành.
Tuy họ vừa mới được Thiên Chúa cứu thoát khỏi kiếp sống nô lệ từ Ai Cập chưa được bao lâu, dân Do Thái đã đúc con bò vàng và coi đó là Thiên Chúa của mình, tổ chức cúng bái thờ lạy nó, rồi mở hội vui chơi nhảy múa, không tuân giữ giới răn của Chúa, họ đã gây áp lực với tư tế Aharon để làm con bò vàng thay thế là Đấng đã giải thoát Israel ra khỏi Ai Cập. Thờ ngẫu tượng là hành vi bị cấm, mặc dù, Kinh Thánh răn dạy con người phải yêu thương và bác ái với loài vật nhưng là tín hữu thì phải thờ phượng và phụng sự Thiên Chúa.

## Câu chuyện
Theo Kinh Thánh kể lại rằng: Khi Moïse lên núi để gặp Thượng đế vì lưu dân Do Thái tin rằng ông là trung gian giữa Thượng đế và dân Do Thái. Ông hẹn sẽ trở về trong vòng bốn mươi ngày. Bốn mươi ngày và bốn mươi đêm không ăn uống, ông nghe Thượng đế đọc và khắc trên phiến đá những huấn lệnh nhằm tổ chức đời sống của bộ lạc mà ông là người lãnh đạo. Quá ngày hẹn mà họ không thấy Moïse xuống núi, lưu dân tụ họp xung quanh Aaron và nói: "Xin tư tế hãy kiến tạo ra một vị thần để dẫn chúng ta đi, vì ta không biết chuyện gì đã xảy ra cho Moïse, người đã lãnh đạo chúng ta ra khỏi Ai Cập".
Aaron trả lời: "Hãy lột khuyên vàng ra khỏi tai của vợ các ngươi, con trai các ngươi, con gái các ngươi, và mang đến đây cho ta". Lập tức, lưu dân lột khuyên vàng ra khỏi tai và mang đến cho Aaron. Aaron nhận khuyên, ném vào khuôn đúc, tạo ra một con bê bằng vàng. Mọi người reo vang: "Israël! Thần của ta đây rồi, thần của ta đã dẫn chúng ta ra khỏi Ai Cập!" Aaron bèn thiết một bàn thờ trước con Bê vàng, rồi lớn tiếng loan báo: "Ngày mai, sẽ làm lễ vinh danh Đấng Tối cao Vĩnh Hằng". Ngày hôm sau, từ sáng sớm, lưu dân đã hiến súc vật để tế thần. Sau đó họ ngồi ăn uống rồi đứng dậy tiêu khiển nhảy múa hát hò tưng bừng.
Đấng Vĩnh Hằng nói với Moïse: "Hãy xuống núi vì dân chúng mà ngươi đã dẫn ra khỏi Ai Cập đang làm điều xấu. Chúng đã đi ngược với con đường mà Ta đã chỉ dẫn. Chúng đã tạo ra một con bê từ kim loại chảy ra. Chúng đã quỳ lạy trước nó và đã dâng tế vật mà nói rằng: "Israël, đây là vị thần của ta, đã dẫn chúng ta ra khỏi Ai Cập!" Rồi Đấng Vĩnh Hằng nói thêm: "Ta thấy dân tộc ấy là một dân tộc phản loạn. Và bây giờ, hãy xem ta hành động: giận dữ của ta sẽ thiêu rụi chúng. Nhưng ta sẽ làm cho ngươi thành một dân tộc cường thịnh".
Rồi Moïse cầu khẩn Đấng Vĩnh Hằng, Thượng đế của ông, hãy thương xót. Ông nói: "Kính Đấng Vĩnh Hằng, tại sao giận dữ của Ngài bốc cháy trên dân tộc của Ngài mà Ngài đã dẫn ra khỏi Ai Cập bằng sức mạnh ghê gớm như vậy? Tại sao dân Ai Cập nói rằng chính Thượng đế của họ đã dùng ác ý để đẩy dân Do Thái ra khỏi xứ sở của họ, làm cho dân Do Thái chết trong vùng núi non, xóa sạch chúng ta ra khỏi trái đất? Xin Ngài hãy nguôi giận và đừng đem đau khổ đến cho dân tộc của Ngài". Lúc đó, Đấng Vĩnh Hằng mới thôi.
Moïse tức tốc xuống núi trở về, tay cầm hai phiến đá khắc Liên Minh giữa Thượng đế và dân tộc Do Thái. Từ xa, ông đã nghe tiếng hát. Đến gần, ông chợt thấy con bê và nhiều người vừa ca hát vừa nhảy múa. Nổi giận lôi đình, ông ném hai tảng đá xuống đất, đá vỡ ra từng mảnh dưới chân núi. Ông nắm con bê, vứt vào lửa, đốt nó chảy thành bụi, rải tro trên sông, rồi bắt các người Do Thái uống nước ấy. Rồi ông hỏi Aaron: "Dân chúng này đã làm gì cho ông mà ông dẫn họ vào một tội lỗi tày đình như thế?"
Aaron đáp: "Xin tôn ông bớt giận. Chính ông biết rằng dân tộc này có khuynh hướng làm bậy. Họ nói với tôi: Hãy tạo ra một vị thần để dẫn chúng tôi, vì Moïse, người đã đưa chúng ta ra khỏi Ai Cập, không biết bây giờ đang ở nơi nào. Vì vậy, tôi nói với họ: Ai có vàng hãy tháo vàng ra! Họ đem vàng đến cho tôi, tôi đun vào lửa cho chảy ra, rồi đúc nên con bê này". Moïse thấy dân chúng bừng bừng khoái trá. Aaron cứ để mặc họ bày tỏ lòng khinh bỉ đối với kẻ thù của họ. Moïse đứng trước cổng trại, la lớn: "Ai đứng về phe Đấng Vĩnh Hằng hãy đến với ta!". Tất cả mọi người trong bộ lạc Lévi tiến đến phía Moïse.
Moïse nói với họ: "Đây là lệnh của Đấng Vĩnh Hằng, Thượng đế của Israël: Tất cả sẵn sàng tuốt kiếm bên hông! Xông vào trại, lục soát khắp trại này đến trại khác, mỗi người phải giết, nếu cần, anh em, bạn bè, bà con thân cận!" Các người Lévi vâng lệnh, ngày hôm ấy chừng ba ngàn người bị giết chết. Moïse nói với dân Lévi: "Mỗi người chiến đấu chống lại chính con cái, anh em của mình. Các ngươi hôm nay đã phụng sự Đấng Vĩnh Hằng và hôm nay Ngài ban phúc cho các ngươi".Rồi ông lấy con bò tơ bằng vàng và nấu chảy nó đi. Rồi ông nghiền nát nó thành tro bụi. Môi-se bảo một số người rút gươm ra nói: ‘Những kẻ làm ác thờ con bò tơ bằng vàng phải chết!’ Và như thế có 3.000 người bị giết chết! Điều này cho thấy chúng ta cần phải cẩn thận để chỉ thờ Đức Giê-hô-va thôi, chứ không thờ bất cứ thần giả nào,.

## Lý giải

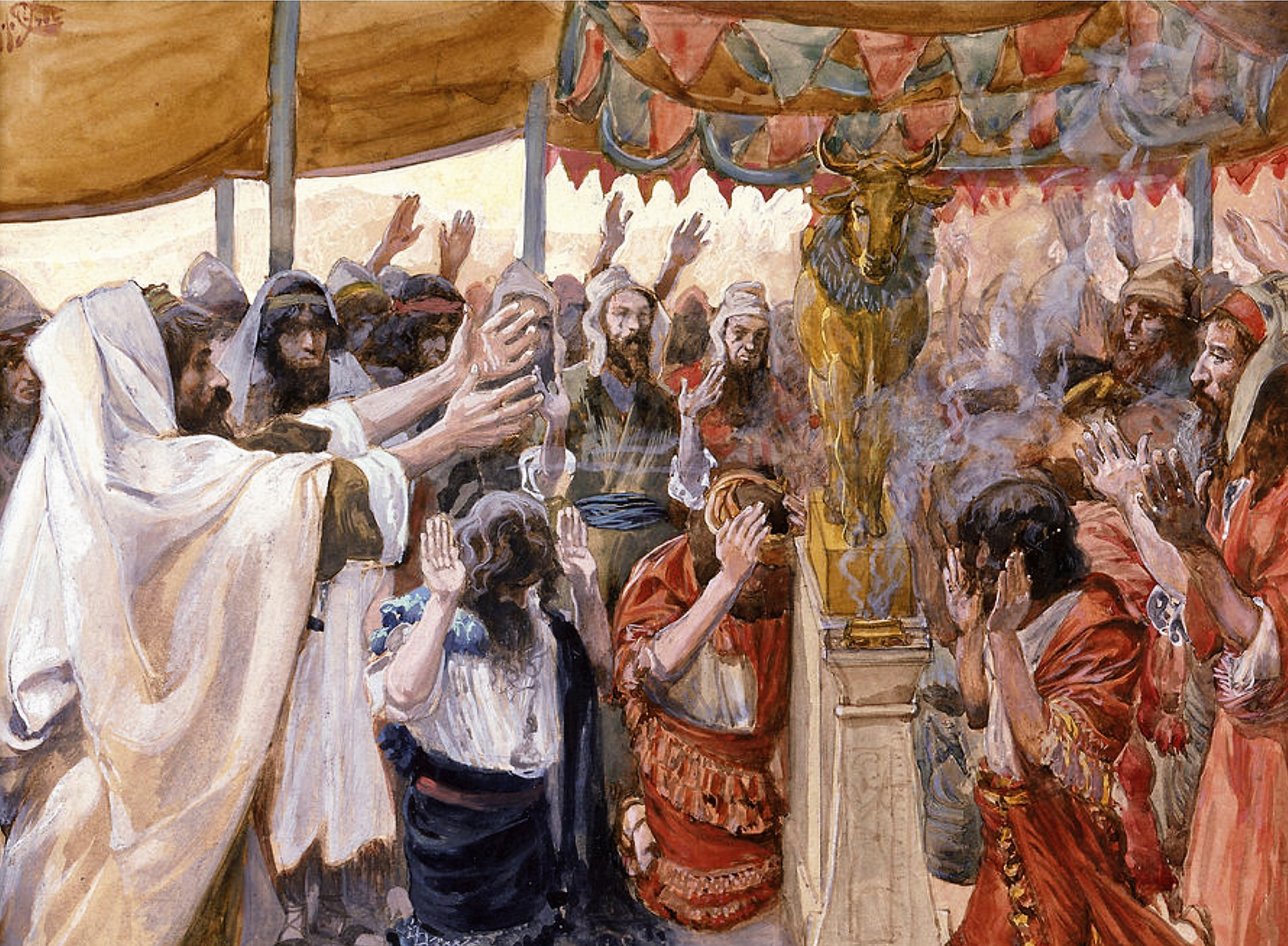
Họa phẩm về việc thờ thần bò của người Do Thái, tục thờ thần bò đã chấm dứt khi Moise trở thành lãnh đạo tinh thần của người Do Thái

Tục thờ bò là tín ngưỡng là phổ biến trong nhiều nền văn hóa, trong đó có ở vùng Lưỡng Hà và Trung Đông. Ở Ai Cập, theo lời kể của Exodus mà người Do Thái mới đến gần đây, thì thần bò Apis là một đối tượng thờ phượng của người Ai Cập cổ đại, mà một số người tin rằng người Do Thái đang hồi sinh ở nơi hoang dã; hoặc hình dung như một vị thần bê/bò thông qua quá trình đồng hóa tôn giáo và đồng bộ hóa tôn giáo. Trong số những người hàng xóm của người Ai Cập và Do Thái ở vùng Cận Đông cổ đại và ở Aegean nơi mà con bò rừng, được tôn sùng rộng rãi, thường là Nguyệt Ngưu (Lunar Bull) và là linh vật của thần El. Những thần tượng bê được nhắc tới ở Tanakh sau này, chẳng hạn như trong Sách Ô-sê có vẻ như chính xác vì chúng là một tổ hợp của các nền văn hóa Cận Đông.
Con bò đực được đặt làm dấu biên ở Dan và Bethel, biên giới của Vương quốc Do Thái. Abraham và dân tộc Do Thái thời đó có quan niệm Thượng đế là vị thần mạnh nhất. Anh ruột của Moise là Aaron đã điều động dân chúng gom góp nữ trang, nấu chảy đúc thành một con bò vàng để tôn thờ vào khoảng năm 1250 TCN (Exodus 32-33). Dân Israel đòi có một vị thần hữu hình như người Ai Cập và người Assiri. Con bê hay con bò mộng bằng vàng là hình ảnh của thần linh được tôn thờ nhiều nhất trong vùng Trung Đông Cổ, chẳng hạn như tại Canaan, tại Ugarít và bên Siria, nơi thần Baal Hadad, tức là thần bão tố, tay cầm sấm sét đứng trên một con bò mộng. Hình tượng này cũng được tôn thờ trong vùng Hạ Ai Cập. Con bò mộng Apsis được tôn thờ trong đền thờ thành phố Heliopolis, như là sự nhập thể của thần Osiride, và con bò mộng Mnervis được tôn thờ trong đền thờ Ptah tại Memphi, như là sự nhập thể của thần mặt trời.
Ảnh hưởng sâu đậm của các tôn giáo Ai Cập trên dân Israel trong suốt các thế kỷ họ sống tại đây, trước khi được giải phóng qua sự lãnh đạo của ông Môi-sê. Ngoài ra, Giêrôbôam, vua vương quốc Israel miền Bắc, là người đã khởi đầu cuộc ly khai với vương quốc Giuđa miền Nam, đã trú ngụ bên Ai Cập. Và khi trở về ông đã dựng tượng một con bê bằng vàng tại trung tâm thờ tự Betel và trung tâm thờ tự Dan, nhằm củng cố sự ly khai chính trị và tôn giáo theo sách các Vua I chương 12. Vua Giêrôbôam còn lập một lễ vào ngày mười lăm tháng tám tại Betel, mà dâng lễ tế cho các con bò mộng vua đã làm ra. Việc tôn thờ hai con bò vàng trong các trung tâm thờ tự Betel và Dan kéo dài cho tới khi vương quốc Israel miền Bắc bị tiêu diệt năm 722 trước công nguyên bởi đế quốc Assiria dưới thời vua Sargon II.
Khi ở tại xứ Ai-cập, dân Do Thái đã hầu việc những thần tượng của xứ ấy (Giô-suê 24:14). Trong những thần đó có ba con bò đực sống là Apis, Basis, Mnevis và hai con bò cái là Isis, Athor. Họ thờ vì bò có ích lợi cho mình, nó là biểu tượng về mặt trời và Osiris, là thần phù hộ người chết và là chồng của nữ thần Isis. Vì thế, khi dân Y-sơ-ra-ên thấy Môi-se lâu không xuống núi, bèn nhớ đến những thần con bò ở xứ Ai-cập, liền xin A-rôn cho họ đúc tượng bò vàng. Họ cần có một vị thần để tôn thờ, một vị thần có hình hài rõ ràng theo như tưởng tượng của họ, hình một con bê vốn là một trong những biểu tượng thần thiêng của các dân tộc sống định cư ở Đông Phương và là một con bê bằng vàng quý, có giá trị cao và là biểu tượng của sự giàu có vật chất, ai sở hữu nhiều vàng sẽ dễ dàng có nhiều quyền lực trong tay.
Aaron và dân Do Thái thời đó đều tin tưởng thần bò El chính là đấng Toàn năng đã cứu dân Do Thái thoát vòng nô lệ của Ai Cập. Sách Cựu ước Exodus (32:4) thuật lại lời tuyên bố của Araon trước bàn thờ tượng bò vàng như sau: "Hỡi dân Israel, đây là Thiên Chúa của các người, đây chính là đấng đã đưa các người ra khỏi đất Ai Cập". Theo truyền thống lâu đời của dân Do Thái kể từ thời Abraham đến nay là 850 năm, dân chúng vẫn quen thờ thần El dưới hình tượng Con Bò Vàng. Câu chuyện Vượt biển gắn liền với chuyện Mười Điều Răn được kể lại trong Kinh Thánh Exodus (Ex.34). Moses thấy dân Do Thái thờ bò vàng bèn nổi giận ném hai tảng đá phá hủy tượng bò. Moses dùng quyền uy của mình cấm dân chúng không được tôn thờ ảnh tượng bò và không được gọi tên Đấng bề trên là Elohim nữa. Từ đó, người Do Thái gọi Thượng đế là Jehovah có nghĩa là "Thiên Chúa của các tổ phụ".

## Quan niệm

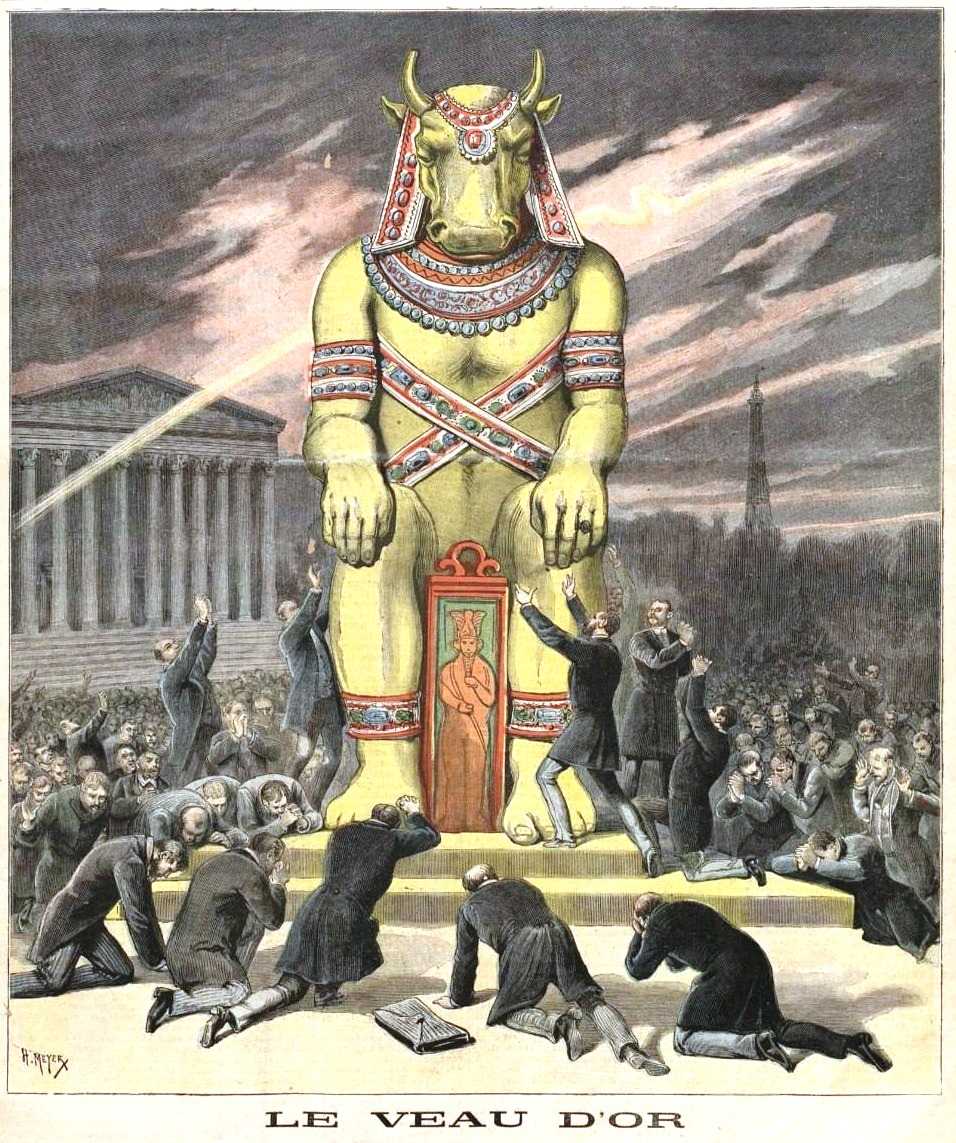
Trang biếm họa về thờ con Bê Vàng

Đây chỉ là tội của dân sự, tội thờ ngẫu tượng chứ không phải văn hóa thờ bò vàng của dân Do Thái, tội này đã bị Mô-sê khiến trách và sau đó họ đã bỏ nó Trong Cựu ước, lễ vật dâng trong đền thờ có thể là chiên cừu hay bò (Lv: 1). Dâng lễ vật cho tổ tiên có thể bị coi là mê tín, vì như thế ông bà tổ tiên được coi là ngang hàng với Yavê. Cựu Ước (Isaiah 1:3) có câu "Con bò, con lừa còn biết chủ của nó là ai, thế mà nhiều người dân Do Thái không biết", đó là lời tiên tri về việc Chúa hài đồng Jesus nằm trong hang đá lạnh lẽo được bò và lừa đến hà hơi sưởi ấm (Luke 2:8).
Nhưng việc này của dân Y-sơ-ra-ên chứng tỏ họ thờ lạy vật thọ tạo thay vì thờ lạy Đấng Tạo Hóa (Thi thiên 106:20) và thờ bò vàng làm biển hiệu về Đức Chúa Trời là trái với điều răn thứ nhì: "Chớ làm tượng nào giống những vật..." (Xuất Ê-díp-tô 20:4-6). Ngôn sứ Hosea thì cho thấy xã hội bị xáo động vì dân Chúa thờ ngẫu tượng: "Hỡi Samaria hãy gạt bỏ con bê của ngươi vì chúng làm Ta nổi giận. Chúng không chịu để cho Ta thanh tẩy mãi cho tới bao giờ?" Vì con bê đó là do Israel làm ra, do một nghệ nhân chế tác, không phải là thần. nên con bê của Samaria sẽ như thể mùn cưa. (Hosea 8,5-7).
Hiện tượng thờ bái vật thờ tất cả những gì cho là có thể đem lại danh lợi, thỏa mãn thị hiếu, cũng như tham vọng. Đó chính là hình thái thờ con bò vàng trong Cựu Ước. Con bò vàng nay có thể là tiền bạc, của cải, chức tước, bổng lộc, quyền hành, thế lực, còn là những phương tiện vật chất, nhà cao cửa rộng, tiện nghi, nội thất sang trọng, áo quần diêm dúa thời trang, phương tiện nghe nhìn hiện đại, vật dụng cá nhân cao cấp, xe cộ xa hoa đắt tiền và khi tôn thờ con bò vàng, người ta có xu hướng chối bỏ Thiên Chúa, hiện diện trong đời, hoặc chỉ thờ lạy Chúa còn lòng trí thì quy hướng, tôn sùng con bò vàng. Việc đúc tượng thờ như vậy là điều mà Thiên Chúa đã cấm.
Con bê vàng là ngụy đạo, tà đạo, dị giáo. Trước đây, ý nghĩa của nó là như vậy, theo thời gian, Con bê vàng thay đổi ý nghĩa vì nó được dùng để chỉ các ông thần mới, các chúa tể mới, tranh ngôi Thượng đế với Thượng đế của tôn giáo. Quyền lực chính trị chẳng hạn được họ gọi là con bê vàng. Chủ nghĩa chính trị bắt tuyệt đối phục tòng cũng là con bê vàng. Nhưng bây giờ, sau khi chủ nghĩa sụp đổ cùng với một bức màn sắt và một bức tường chia đôi, có một con bê vàng ghê gớm thay thế, lấn Thượng đế trên bàn thờ nó là Tiền. Hãy biết đâu là con bê vàng, đâu là Thượng đế. Do đó, Khi hoàn toàn tín thác vào Thiên Chúa thì phải đặt hết lòng trông cậy, niềm hy vọng, mới có thể thoát khỏi ách nô lệ con bò vàng, thoát khỏi những đam mê vật chất, cám dỗ thực dụng, mù quáng.